# Steve Peplow
Stephen Thomas Peplow, meglio conosciuto come Steve Peplow (Liverpool, 8 gennaio 1949 – 29 dicembre 2021), è stato un calciatore inglese, di ruolo attaccante.

## Caratteristiche tecniche
Formatosi al Liverpool come prolifico attaccante, sotto Ron Yeats al Tranmere fu provato con alcune difficoltà come centrocampista e poi convertito in esterno destro da John King. Durante la sua militanza al Tranmere si distinse per la sua abilità nel cross.

## Carriera
Si forma calcisticamente nel Liverpool, con cui esordì nella First Division 1969-1970 il 15 novembre 1969 nella vittoria casalinga per 2-0 contro il West Ham Utd. A quella presenza ne seguirà un'altra in campionato (chiuso dai Reds al quinto posto finale) ed una nella Coppa delle Fiere 1969-1970.
Nel maggio 1970 passa in prestito ai cadetti dello Swindon Town, con cui debutta il 13 marzo 1971 nella sconfitta casalinga per 1-0 contro il Leicester City. Persuasi dalle buone prestazioni se lo aggiudicano a titolo definitivo nel giugno 1971.
Rimarrà in forza ai pettirossi sino al gennaio 1973, quando sarà ingaggiato dal Nottingham Forest, sempre nella serie cadetta inglese. I Forest lo gireranno poi in prestito al Mansfield Town e poi, nel gennaio 1974, lo cederanno al Tranmere, voluto dall'allenatore Ron Yeats. Rimarrà in forza ai Rovers sino al 1981, sempre tra terza e quarta serie inglese, ad esclusione di un prestito agli statunitensi del Chicago Sting, franchigia della North American Soccer League nell'estate 1976.
Con gli Sting nella North American Soccer League 1976 raggiungerà i quarti di finale nei playoff per il titolo, persi contro i futuri campioni dei Toronto Metros-Croatia. 